# Communauté d'agglomération Lisieux Normandie
La communauté d'agglomération Lisieux Normandie est une structure intercommunale française, située dans le département du Calvados en région Normandie.

## Historique
La communauté d'agglomération Lisieux Normandie est créée le 1er janvier 2017 par la fusion des communautés de communes de Lintercom Lisieux - Pays d'Auge - Normandie, du Pays de Livarot, du Pays de l'Orbiquet, de la Vallée d'Auge et des Trois Rivières.
À la même date, les communes de Les Authieux-Papion, Coupesarte, Crèvecœur-en-Auge,Croissanville, Grandchamp-le-Château, Lécaude, Magny-la-Campagne, Magny-le-Freule, Le Mesnil-Mauger, Mézidon-Canon, Monteille, Percy-en-Auge, Saint-Julien-le-Faucon et Vieux-Fumé fusionnent pour constituer la commune nouvelle de Mézidon Vallée d'Auge et les communes de Boissey, Bretteville-sur-Dives, Hiéville, Mittois, Montviette, L'Oudon, Ouville-la-Bien-Tournée, Sainte-Marguerite-de-Viette, Saint-Georges-en-Auge, Saint-Pierre-sur-Dives, Thiéville, Vaudeloges et Vieux-Pont-en-Auge constituent la commune nouvelle de Saint-Pierre-en-Auge. De même, Biéville-Quétiéville et Saint-Loup-de-Fribois pour constituer Belle Vie en Auge.
Le 1er janvier 2018, six communes de l'ancienne communauté de communes  de Cambremer rejoignent la communauté d'agglomération : Cambremer, Montreuil-en-Auge, Notre-Dame-d'Estrées-Corbon, Notre-Dame-de-Livaye, Saint-Laurent-du-Mont et Saint-Ouen-le-Pin.
Le 1er janvier 2019, Saint-Laurent-du-Mont s'intègre à Cambremer sous le régime de la commune nouvelle.

## Territoire communautaire

### Géographie
La communauté d'agglomération Lisieux Normandie regroupe dix communes du canton de Lisieux, onze communes du canton de Livarot-Pays-d'Auge, dix communes du canton de Pont-l'Évêque et vingt-trois communes du canton de Mézidon Vallée d'Auge. Toutes les communes font partie de l'arrondissement de Lisieux.

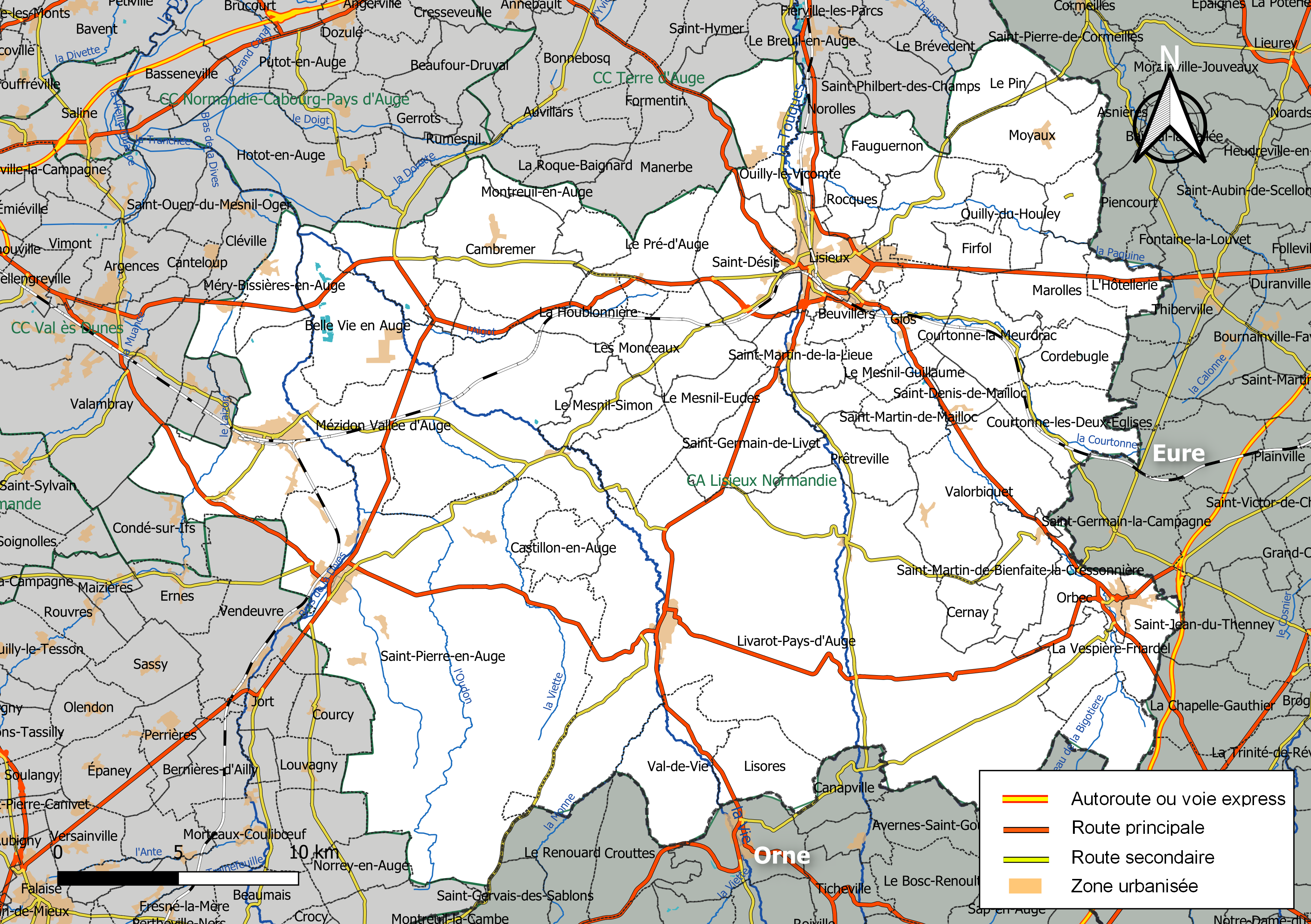
Carte de la communauté d'agglomération Lisieux Normandie au 1er janvier 2019.

### Composition
La communauté d'agglomération est composée des 53 communes suivantes :

| Nom                                       | Code Insee | Gentilé         | Superficie (km2) | Population (dernière pop. légale) | Densité (hab./km2) |
| ----------------------------------------- | ---------- | --------------- | ---------------- | --------------------------------- | ------------------ |
| Lisieux (siège)                           | 14366      | Lexoviens       | 13,07            | 19 540 (2022)                     | 1 495              |
| Belle Vie en Auge                         | 14527      |                 | 23,57            | 545 (2022)                        | 23                 |
| Beuvillers                                | 14069      | Beuvillois      | 4,92             | 1 301 (2022)                      | 264                |
| La Boissière                              | 14082      | Buxériens       | 2,02             | 188 (2022)                        | 93                 |
| Cambremer                                 | 14126      | Cambremériens   | 27,05            | 1 307 (2022)                      | 48                 |
| Castillon-en-Auge                         | 14141      | Castillonais    | 7,23             | 164 (2022)                        | 23                 |
| Cernay                                    | 14147      | Cernaisiens     | 5,82             | 138 (2022)                        | 24                 |
| Coquainvilliers                           | 14177      | Coquainvillais  | 11,9             | 844 (2022)                        | 71                 |
| Cordebugle                                | 14179      | Cordebuglais    | 8,97             | 163 (2022)                        | 18                 |
| Courtonne-la-Meurdrac                     | 14193      | Courtonnais     | 12,69            | 684 (2022)                        | 54                 |
| Courtonne-les-Deux-Églises                | 14194      | Courtonnais     | 13,68            | 629 (2022)                        | 46                 |
| Fauguernon                                | 14260      | Fauguernonais   | 7,41             | 228 (2022)                        | 31                 |
| Firfol                                    | 14270      | Firfolais       | 5,01             | 367 (2022)                        | 73                 |
| La Folletière-Abenon                      | 14273      |                 | 10,75            | 140 (2022)                        | 13                 |
| Fumichon                                  | 14293      | Fumichonnais    | 6,63             | 268 (2022)                        | 40                 |
| Glos                                      | 14303      | Glosiens        | 12,93            | 924 (2022)                        | 71                 |
| Hermival-les-Vaux                         | 14326      | Hermivalais     | 13,76            | 860 (2022)                        | 62                 |
| L'Hôtellerie                              | 14334      | Hotellières     | 5,74             | 318 (2022)                        | 55                 |
| La Houblonnière                           | 14337      |                 | 7,1              | 325 (2022)                        | 46                 |
| Lessard-et-le-Chêne                       | 14362      | Chênessartais   | 10,09            | 155 (2022)                        | 15                 |
| Lisores                                   | 14368      | Lisorais        | 11,91            | 259 (2022)                        | 22                 |
| Livarot-Pays-d'Auge                       | 14371      |                 | 180,83           | 6 183 (2022)                      | 34                 |
| Marolles                                  | 14403      | Marollais       | 12,22            | 737 (2022)                        | 60                 |
| Méry-Bissières-en-Auge                    | 14410      |                 | 9,12             | 1 082 (2022)                      | 119                |
| Le Mesnil-Eudes                           | 14419      | Mesnil-Eudois   | 8,42             | 250 (2022)                        | 30                 |
| Le Mesnil-Guillaume                       | 14421      | Guillaumois     | 3,85             | 558 (2022)                        | 145                |
| Le Mesnil-Simon                           | 14425      | Mesnil-Simonais | 9,59             | 157 (2022)                        | 16                 |
| Mézidon Vallée d'Auge                     | 14431      |                 | 103,18           | 9 678 (2022)                      | 94                 |
| Les Monceaux                              | 14435      | Monceoix        | 3,72             | 211 (2022)                        | 57                 |
| Montreuil-en-Auge                         | 14448      |                 | 3,37             | 65 (2022)                         | 19                 |
| Moyaux                                    | 14460      | Moyausains      | 16,23            | 1 369 (2022)                      | 84                 |
| Notre-Dame-d'Estrées-Corbon               | 14474      |                 | 11,52            | 198 (2022)                        | 17                 |
| Notre-Dame-de-Livaye                      | 14473      |                 | 2,67             | 107 (2022)                        | 40                 |
| Orbec                                     | 14478      | Orbéquois       | 10,14            | 1 963 (2022)                      | 194                |
| Ouilly-du-Houley                          | 14484      | Ribaudiens      | 8,92             | 254 (2022)                        | 28                 |
| Ouilly-le-Vicomte                         | 14487      | Vicomtois       | 7,73             | 759 (2022)                        | 98                 |
| Le Pin                                    | 14504      | Pinois          | 11,53            | 806 (2022)                        | 70                 |
| Le Pré-d'Auge                             | 14520      | Pré d'Augeois   | 10,72            | 849 (2022)                        | 79                 |
| Prêtreville                               | 14522      | Prêtrevillois   | 11,23            | 390 (2022)                        | 35                 |
| Rocques                                   | 14540      | Rocquais        | 6,14             | 286 (2022)                        | 47                 |
| Saint-Denis-de-Mailloc                    | 14571      | Dionisiens      | 4,25             | 301 (2022)                        | 71                 |
| Saint-Désir                               | 14574      |                 | 19,35            | 1 772 (2022)                      | 92                 |
| Saint-Germain-de-Livet                    | 14582      | Germainviliens  | 16,41            | 698 (2022)                        | 43                 |
| Saint-Jean-de-Livet                       | 14595      | Livetiens       | 3,47             | 238 (2022)                        | 69                 |
| Saint-Martin-de-Bienfaite-la-Cressonnière | 14621      | Bienfaitois     | 11,55            | 530 (2022)                        | 46                 |
| Saint-Martin-de-la-Lieue                  | 14625      | Leucamartinois  | 8,4              | 767 (2022)                        | 91                 |
| Saint-Martin-de-Mailloc                   | 14626      | Maillochins     | 7,17             | 999 (2022)                        | 139                |
| Saint-Ouen-le-Pin                         | 14639      | Odoniens        | 5,59             | 256 (2022)                        | 46                 |
| Saint-Pierre-des-Ifs                      | 14648      | Pétruvissiens   | 11,16            | 453 (2022)                        | 41                 |
| Saint-Pierre-en-Auge                      | 14654      |                 | 144,97           | 7 265 (2022)                      | 50                 |
| Val-de-Vie                                | 14576      |                 | 19,17            | 509 (2022)                        | 27                 |
| Valorbiquet                               | 14570      |                 | 28,66            | 2 465 (2022)                      | 86                 |
| La Vespière-Friardel                      | 14740      |                 | 18,04            | 1 181 (2022)                      | 65                 |

### Démographie
| 1968   | 1975   | 1982   | 1990   | 1999   | 2010   | 2015   | 2021   |
| ------ | ------ | ------ | ------ | ------ | ------ | ------ | ------ |
| 69 857 | 71 251 | 72 884 | 73 581 | 74 002 | 76 622 | 75 681 | 72 812 |

## Organisation

### Siège

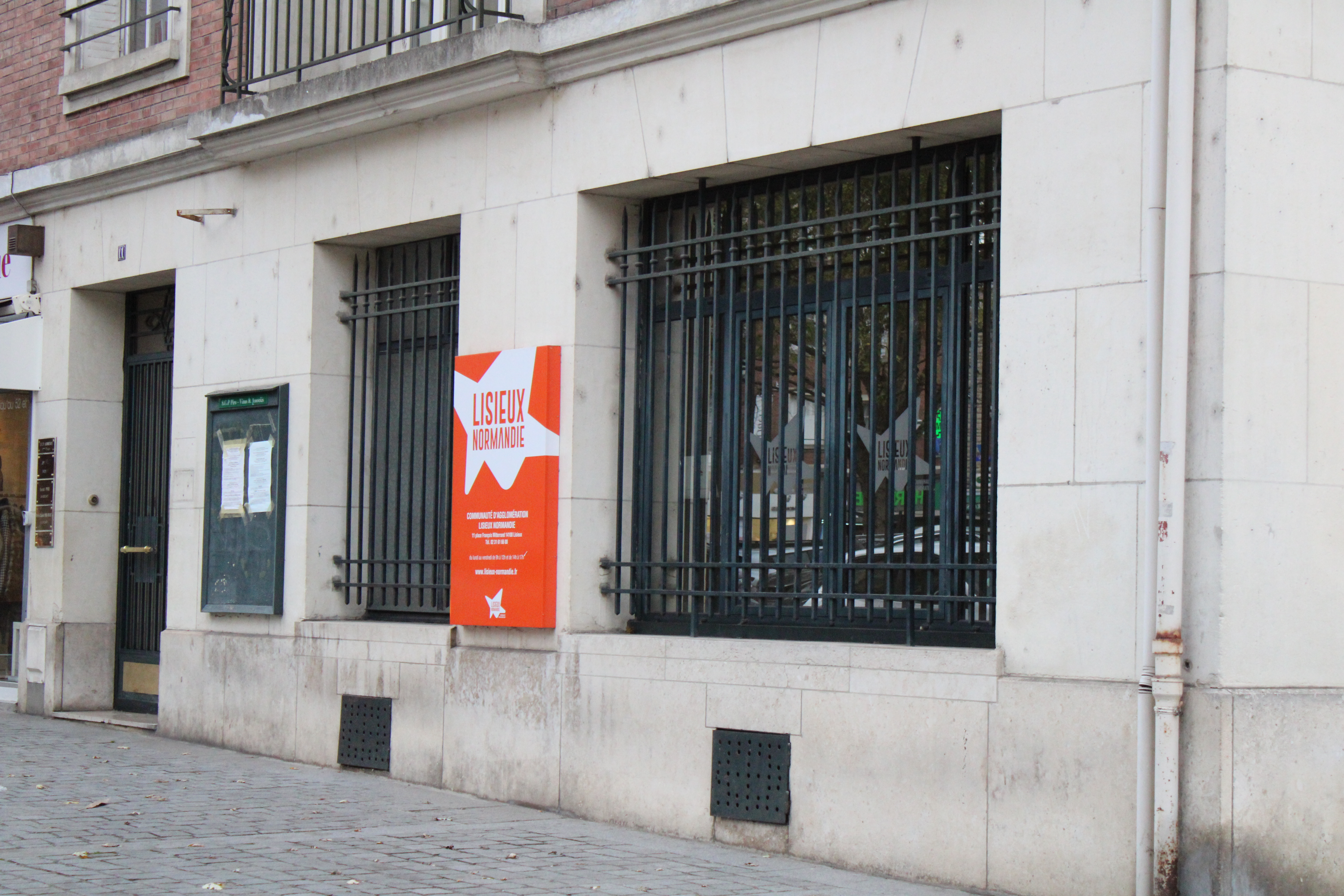
Le siège de Lisieux Normandie en novembre 2022.

Le siège de la communauté d'agglomération Lisieux Normandie est situé à Lisieux, au 6 rue d'Alençon.

### Conseil communautaire
Le conseil communautaire de la communauté d'agglomération se compose de 91 membres, représentant chacune des communes membres et élus pour une durée de six ans.
Ils sont répartis comme suit :
| Nombre de conseillers | Communes              |
| --------------------- | --------------------- |
| 19                    | Lisieux               |
| 9                     | Mézidon Vallée d'Auge |
| 7                     | Saint-Pierre-en-Auge  |
| 6                     | Livarot-Pays-d'Auge   |
| 2                     | Valorbiquet           |
| 1                     | les autres communes   |

### Bureau communautaire
Le bureau communautaire est composé du président, de 15 vice-présidents et de 15 conseillers délégués,.

#### Présidence
| Période      | Période                      | Identité       | Étiquette | Qualité                                 |
| ------------ | ---------------------------- | -------------- | --------- | --------------------------------------- |
| janvier 2017 | En cours (au 9 juillet 2020) | François Aubey | PS        | Maire de Mézidon Vallée d'Auge (2017 →) |

#### Vice-présidences
Le conseil communautaire du 9 juillet 2020 a élu le président et les vice-présidents de la communauté d'agglomération Lisieux Normandie, qui sont :
| Identité              | Étiquette | Fonction | Autres mandats                                                           |
| --------------------- | --------- | --- | ------------------------------------------------------------------------ |
| Sébastien Leclerc     | LR        | 1er vice-président, délégué à la politique de la ville et à l'habitat.                                         | Maire de Lisieux Conseiller départemental du Calvados                    |
| Clothilde Valter      | PS        | 2e vice-président, délégué à l'emploi, à la formation et aux mobilités.                                        | Conseillère municipale de Lisieux                                        |
| Jacky Marie           | SE        | 3e vice-président, délégué aux équipements communautaires                                                      | Maire de Saint-Pierre-en-Auge.                                           |
| Angélique Perini      | SE        | 4e vice-présidente, déléguée à la jeunesse, de la petite enfance et de la santé                                | Conseillère municipale de Lisieux Conseillère départementale du Calvados |
| Frédéric Legouverneur | SE        | 5e vice-président, délégué à la stratégie et à la prospective financière                                       | Maire de Livarot-Pays-d'Auge                                             |
| Jocelyne Benoist      | SE        | 6e vice-président, délégué à la culture                                                                        | Conseillère municipale de Mézidon Vallée d'Auge                          |
| Etienne Cool          | SE        | 7e vice-président, délégué aux déchets                                                                         | Maire d'Orbec                                                            |
| Sylvie Feremans       | SE        | 8e vice-présidente, déléguée à l'environnement et aux développement durable                                    | Maire de Cambremer                                                       |
| Dany Targat           | SE        | 9e vice-président, délégué à l'aménagement du territoire                                                       | Maire de Saint-Désir.                                                    |
| Danièle Vesque        | SE        | 10e vice-présidente, déléguée aux tourisme                                                                     | Maire-adjointe à Saint-Pierre-en-Auge.                                   |
| Bruno Leboucher       | SE        | 11e vice-président, délégué aux ressources humaines, à l'innovation numérique et aux maisons de service public | Maire-adjoint à Mézidon Vallée d'Auge                                    |
| Benoist Charbonneau   | SE        | 12e vice-président, délégué à l'artisanat et aux commerces d'intérêt communautaire                             | Maire de Moyaux                                                          |
| Sylvain Ballot        | SE        | 13e vice-président, délégué aux travaux et aux marchés publics.                                                | Maire de La Vespière-Friardel.                                           |
| Sandrine Lecoq        | SE        | 14e vice-président, rapporteur du budget                                                                       | Conseillère municipale à Livarot-Pays-d'Auge                             |
| Eric Boisnard         | SE        | 15e vice-président, délégué au cycle de l'eau                                                                  | Maire de Courtonne-la-Meurdrac                                           |

### Compétences
Ci-dessous la liste des compétences exercées par la communauté d'agglomération Lisieux Normandie.

#### Compétences obligatoires
- Développement économique :
  - soutien aux actions en faveur de l’emploi ;
  - aménagement et gestion d’équipements économiques : parc des expositions de Lisieux, hippodrome de Lisieux ;
  - aménagement, entretien et gestion de toutes les zones d’activités ;
  - animation d’une politique locale du commerce et soutien aux activités commerciales d’intérêt communautaire (schéma d’aménagement commercial, interventions complémentaire des communes) ;
  - l’agglomération de Lisieux Normandie est l’interlocuteur privilégié de la région Normandie et de la chambre de commerce et d’industrie.

- Tourisme :
  - promotion du tourisme ;
  - gestion des offices de tourisme du territoire.

- Aménagement de l'espace communautaire :

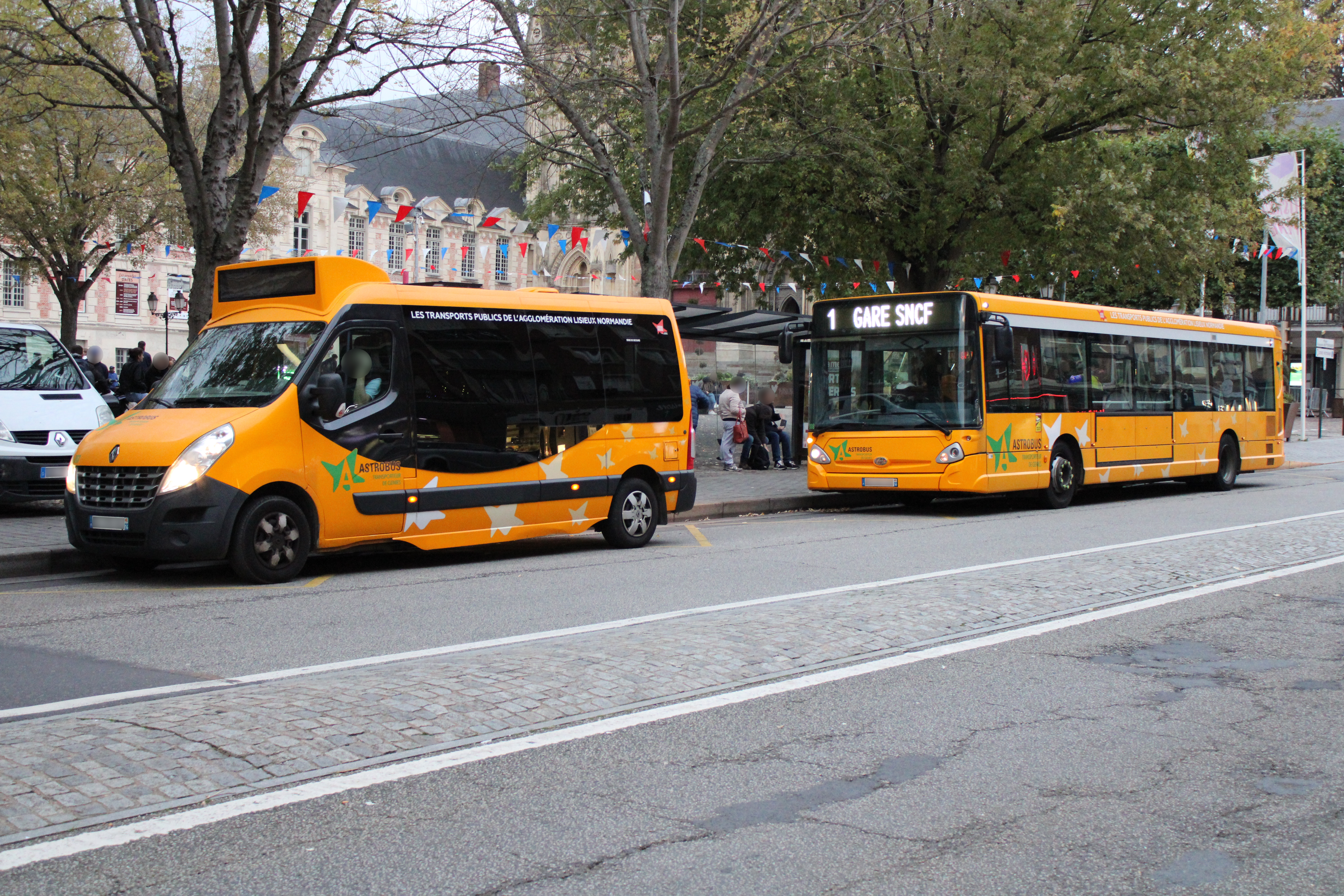
Lisieux Normandie est l’autorité organisatrice du réseau Astrobus.

  - SCOT – schéma de cohérence et d’orientation du territoire ;
  - programme local d’urbanisme intercommunal (PLUI) ;
  - aménagement, entretien et gestion des zones d’aménagement concerté (ZAC) d’intérêt communautaire ;
  - organisation de la mobilité sur le territoire ;
  - définition du plan de déplacement urbain (PDU) ;
  - gestion des transports publics sur le territoire dont les transports scolaires et périscolaires.

- Politique de la ville
- Accueil des gens du voyage
- Déchets

#### Compétences optionnelles
- Voirie et parcs de stationnement d'intérêt communautaire :
  - création, aménagement et entretien des parcs et aires de stationnement des équipements d’intérêt communautaire ;
  - voiries desservant les zones d’activités économiques et les grosses entreprises ;
  - voiries à fort trafic.

- Protection et mise en valeur de l'environnement et du cadre de vie :
  - définition du plan climat air énergie territorial ;
  - lutte contre la pollution de l’air, les nuisances sonores et soutien aux actions de maîtrise de la demande d’énergie ;
  - restauration et entretien des canaux et cours d’eau ;
  - assainissement non collectif.

- Équipements culturels et sportifs d'intérêt communautaire :
  - schéma de développement des équipements culturels et sportifs et aide aux associations d’intérêt communautaire ;
  - sites patrimoniaux et musées (pôle muséal de Lintercom, musée d’Orbec) ;
  - salles de spectacle (La Loco, théâtre de Lisieux Pays d’Auge, Tanit’Théâtre) ;
  - médiathèques et bibliothèques des 5 pôles urbains ;
  - conservatoires, écoles de musique et d’art plastiques des cinq pôles urbains ;
  - centres aquatiques et piscines ;

- Action sociale d'intérêt communautaire :
  - petite enfance : gestion de l’offre de garde dans les crèches, garderies, relais assistantes maternelles (RAM) ;
  - santé de proximité : gestion de l’offre (pôles santé libéraux ambulatoires)
  - autonomie des personnes âgées : Gestion et entretien de la MARPA de Fervaques et de la Résidence du Lavoir de Moyaux (politique à définir en 2017 selon l’intérêt communautaire).

- Création et gestion de maisons de services au public :
  - maisons de services au public ;
  - points Info.

#### Compétences facultatives
- Gestion des équipements touristiques :
  - campings et aires de camping-cars ;
  - bases de canoë-kayak de Saint-Pierre-sur- Dives et de Lisieux, site du Billot à L’Oudon.

- Entretien des sentiers de randonnée
- Entretien et gestion des haies

### Régime fiscal
La communauté d'agglomération est financée par la fiscalité professionnelle unique (FPU), qui a succédé a la taxe professionnelle unique (TPU), et qui assure une péréquation fiscale entre les communes regroupant de nombreuses entreprises et les communes résidentielles.